# Fortaleza de Dalarö
La fortaleza de Dalarö está localizada al sur de Dalarö. La estructura actual fue construida por Carlos X Gustavo de Suecia en 1656.

## Historia
Fue construida para reemplazar una antigua construcción de 1623. Erik Dahlbergh renovó la fortaleza en 1683 y las renovaciones se completaron en 1698. La fortaleza nunca fue asediada. Las fuerzas rusas la evitaron en 1719. En 1854 fue dada de baja por el ejército. A día de hoy es un museo y contiene un restaurante.

## Comandantes
- Joachim von Rohr (1678-1757), comandante de la fortaleza de Dalarö desde 1743 a 1757.[2]

## Galería

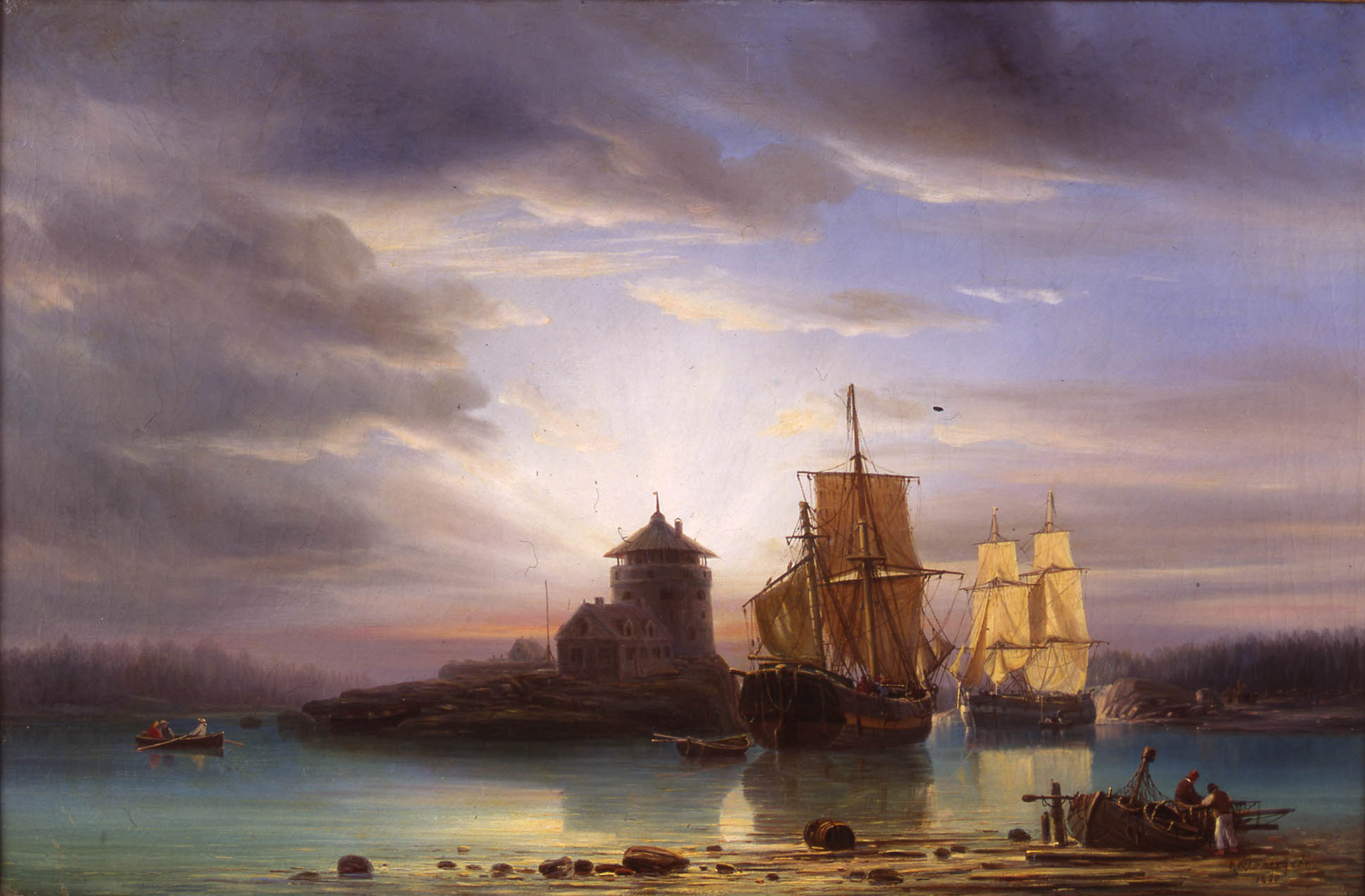
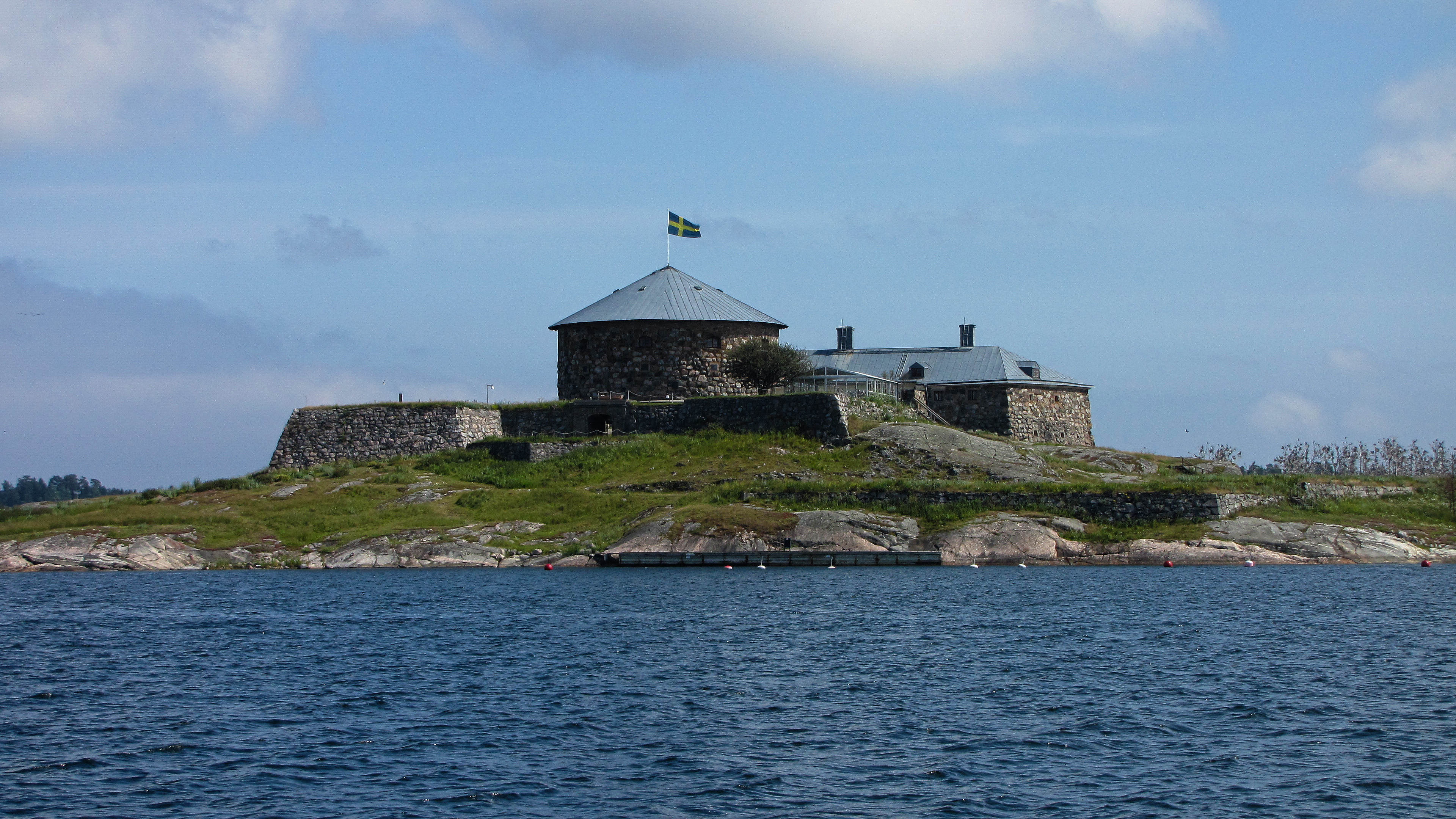